# Konrad Reinhart
Konrad Anton Reinhart (* 26. Oktober 1947 in Bamberg) ist ein deutscher Anästhesist und Intensivmediziner. Er war von 1993 bis 2016 Direktor der Klinik für Anästhesiologie und Intensivtherapie am Universitätsklinikum der Friedrich-Schiller-Universität Jena. Jetzt ist er Senior Professor am Universitätsklinikum Jena, BIH Visiting Professor der Stiftung Charité und Senior Professor an der Charité Universitätsmedizin, Berlin. Reinhart ist Mitglied der Nationalen Akademie der Wissenschaften Leopoldina, Gründungspräsident der Deutschen Sepsis-Gesellschaft und der Global Sepsis Alliance. Außerdem ist er der Vorsitzende der Sepsis-Stiftung. 

## Werdegang
Konrad Reinhart studierte von 1969 bis 1972 an der Ludwig-Maximilians-Universität (LMU) in München und von 1972 bis 1975 an der Freien Universität Berlin Humanmedizin. Nachdem er 1975 als Medizinalassistent in Abteilungen für Innere Medizin, Neurologie und Chirurgie gearbeitet hatte, war er 1976 bis 1977 Assistenzarzt in der Abteilung für Chirurgie des Evangelischen Waldkrankenhaus Berlin und von 1977 bis 1978 in der Abteilung für Urologie des Berliner Franziskus-Krankenhauses. Anschließend absolvierte er von 1978 bis 1982 eine Weiterbildung zum Facharzt für Anästhesiologie an der Klinik für Anästhesiologie und operative Intensivmedizin an der Freien Universität Berlin bei Klaus Eyrich (1928–2013).
1978 wurde Reinhart an der FU Berlin promoviert und habilitierte sich 1984 für das Fach Anästhesiologie. Er war von 1982 bis 1985 Oberarzt der Klinik für Anästhesiologie und Intensivmedizin an der FU Berlin und dort von 1985 bis 1987 Leitender Oberarzt der operativen Intensivstation im Klinikum Steglitz der FU Berlin. Von 1988 bis 1989 war er unter Cain Visiting Associate Professor am Department of Physiology and Biophysics der University of Alabama at Birmingham, USA. Im Jahr 1989 erfolgte die Ernennung zum außerplanmäßigen Professor an der FU Berlin. Er war zudem von 1988 bis 1992 Leitender Oberarzt der Klinik für Anästhesiologie und Intensivmedizin an der FU Berlin. 1993 folgte die Ernennung zum C3-Professor an der FU Berlin und anschließend die Berufung auf den Lehrstuhl für Anästhesiologie und Intensivtherapie am Universitätsklinikum der Friedrich-Schiller-Universität Jena, wo er Direktor der dortigen Klinik für Anästhesiologe und Intensivtherapie wurde.

## Forschung und Tätigkeiten
Mit über 97.000 Zitaten und einem H-Index von 112 (Stand Dezember 2022) zählt Reinhart zu den weltweit meistzitierten Sepsisforschern. Forschungsschwerpunkte sind Epidemiologie, Diagnose und Therapie der Sepsis. Als Initiator der Deutschen Sepsis-Gesellschaft (2001), des Kompetenznetzwerks SepNet (2001), des Centers for Sepsis Control and Care (2008), der Sepsis-Stiftung (2012), des Deutschen Qualitätsbündnisses Sepsis (2012) und eines Memorandums für einen Nationalen Sepsisplan hat Reinhart in Deutschland wesentlich zur Steigerung des Bewusstseins für die bisher stark unterschätzte medizinische und gesundheitsökonomische Bedeutung der Sepsis beigetragen. Als Mitinitiator der Global Sepsis Alliance (2010), Impulsgeber für den 1. World Sepsis Day und eine World Sepsis Declaration 2012 sowie den 1. World Sepsis Congress 2016, hat Reinhart wesentlichen Anteil daran, dass 2017 die World Health Assembly die Resolution „Improving the prevention, diagnosis and clinical management of Sepsis“ verabschiedet hat. Damit hat die WHO Sepsis auf globaler Ebene eine hohe Priorität eingeräumt.

## Mitgliedschaften und Ämter
- Mitglied der Nationalen Akademie der Wissenschaften Leopoldina (seit  08/2011)[9]
- Chairman der Global Sepsis Alliance (GSA) (seit 10/2010)[10]
- Vorsitzender der Sepsis-Stiftung (seit 10/2012)
- Vorsitzender des Internationalen Sepsis Forums (ISF) (2008–2010)
- Vorsitzender der Sektion Sepsis und Inflammation der European Society of Intensive Care Medicine (ESICM) (2006–2008)
- Mitglied des Councils der World Federation of Societies of Intensive and Critical Care Medicine (WFSICCM) (seit 2005–2015)
- Beiratsmitglied der Internationalen Surviving Sepsis Campaign (SSC) (2004–2008)
- Mitglied des Führungskomitees für das internationale Sepsis Register PROGRESS (Promoting Global Research Excellence in Severe Sepsis) (2004–2008)
- Präsident der Deutschen Sepsis-Gesellschaft e. V. (2001–2009)
- Beiratsmitglied des Vorstands der Deutschen Gesellschaft für Anästhesiologie und Intensivtherapie (2001–2008)

## Auszeichnungen
- 2016 Ehrenmitgliedschaft der European Society of Intensive Care Medicine
- 2016 Ehrenmitgliedschaft der Royal Society of Physicians Thailand
- 2015 Lohfert-Preis für das Sepsis-Projekt "MEDUSA"[11]
- 2008 Forschungspreis des Freistaates Thüringen
- 1986 Carl-Ludwig-Schleich-Preis für Habilitation

## Publikationen (Auswahl)
- mit C. Fleischmann-Struzek, A. Mikolajetz, D. Schwarzkopf, J. Cohen, C. S. Hartog, M. Pletz und P. Gastmeier: Challenges in Assessing the Burden of Sepsis and Understanding the Inequalities of Sepsis Outcomes between National Health Systems - Secular Trends in Sepsis and Infection Incidence and Mortality. In: Germany Intensive Care Med. Band 44, Nr. 11, 2018, S. 1826–1835.
- mit Carolin Fleischmann-Struzek, David M Goldfarb, Peter Schlattmann, Luregn J Schlapbach und Niranjan Kissoon: The global burden of paediatric and neonatal sepsis:a systematic review. In: Lancet Respir Med. Band 6, 2018, S. 223–230.
- mit R. Daniels, N. Kissoon, F. R. Machado, R. D. Schachter und S. Finfer: Recognizing Sepsis as a Global Health Priority - A WHO Resolution. In: N Engl J Med. Band 377, Nr. 5, 3. Aug 2017, S. 414–417.
- mit R. S. Hotchkiss, L. L. Moldawer, I. R. Turnbull und J. L. Vincent: Sepsis and Septic Shock. In: Nat Rev Dis Primers. Band 2, 30. Jun 2016, S. 16045. doi:10.1038/nrdp.2016.45 Review
- mit F. Bloos, E. Trips, A. Nierhaus, J. Briegel, D. K. Heyland, U. Jaschinski, O. Moerer, A. Weyland, G. Marx, M. Gründling, S. Kluge, I. Kaufmann, K. Ott, M. Quintel, F. Jelschen, P. Meybohm, S. Rademacher, A. Meier-Hellmann, S. Utzolino, U. X. Kaisers, C. Putensen, G. Elke, M. Ragaller, H. Gerlach, K. Ludewig, M. Kiehntopf, H. Bogatsch, C. Engel, F. M. Brunkhorst und M. Loeffler; for SepNet Critical Care Trials Group. In: JAMA Intern Med. Band 176, Nr. 9, 1. Sep 2016, S. 1266–1276.
- mit K. Schmidt, S. Worrack, M. Von Korff, D. Davydow, F. Brunkhorst, U. Ehlert, C. Pausch, J. Mehlhorn, N. Schneider, A. Scherag, A. Freytag, M. Wensing und J. Gensichen; SMOOTH Study Group: Effect of a Primary Care Management Intervention on Mental Health-Related Quality of Life Among Survivors of Sepsis: A Randomized Clinical Trial. Effect of Sodium Selenite Administration and Procalcitonin-Guided Therapy on Mortality in Patients With Severe Sepsis or Septic Shock: A Randomized Clinical Trial. In: JAMA. Band 315, Nr. 24, 28. Jun 2016, S. 2703–2711.
- mit D. Keh, E. Trips, G. Marx, S. P. Wirtz, E. Abduljawwad, S. Bercker, H. Bogatsch, J. Briegel, C. Engel, H. Gerlach, A. Goldmann, S. O. Kuhn, L. Hüter, A. Meier-Hellmann, A. Nierhaus, S. Kluge, J. Lehmke, M. Loeffler, M. Oppert, K. Resener, D. Schädler, T. Schuerholz, P. Simon, N. Weiler, A. Weyland F. M. Brunkhorst und SepNet–Critical Care Trials Group: Effect of Hydrocortisone on Development of Shock Among Patients With Severe Sepsis: The HYPRESS Randomized Clinical Trial. In: JAMA. Band 316, Nr. 17, 1. Nov 2016, S. 1775–1785.
- mit C. S. Hartog, C. Natanson, J. Sun und H. G. Klein: EMA decision on hydroxyethyl starch solutions: a cause for concern? In: BMJ. 2014.
- mit M. Bauer, N. C. Riedemann und C. S. Hartog: New approaches to sepsis: molecular diagnostics and biomarkers. In: Clin Microbiol Rev. Band 25, Nr. 4, Okt 2012, S. 609–634.
- mit F. M. Brunkhorst, M. Oppert, G. Marx, F. Bloos, K. Ludewig, C. Putensen, A. Nierhaus, U. Jaschinski, A. Meier-Hellmann, A. Weyland, M. Gründling, O. Moerer, R. Riessen, A. Seibel, M. Ragaller, M. W. Büchler, S. John, F. Bach, C. Spies, L. Reill, H. Fritz, M. Kiehntopf, E. Kuhnt, H. Bogatsch, C. Engel, M. Loeffler, M. H. Kollef und T. Welte; German Study Group Competence Network Sepsis (SepNet): Effect of empirical treatment with moxifloxacin and meropenem vs meropenem on sepsis-related organ dysfunction in patients with severe sepsis: a randomized trial. In: JAMA. Band 307, Nr. 22, 13. Jun 2012, S. 2390–9.
- mit F. M. Brunkhorst, C. Engel, F. Bloos, Andreas Meier-Hellmann, M. Ragaller, N. Weiler, O. Moerer, M. Gruendling, M. Oppert, S. Grond, D. Olthoff, U. Jaschinski, S. John, R. Rossaint, T. Welte, M. Schaefer, P. Kern, E. Kuhnt, M. Kiehntopf, C. Hartog, C. Natanson und M. Loeffler for the German Competence Network Sepsis (SepNet): A Trial of Intensive Insulin Therapy and Pentastarch Resuscitation in Severe Sepsis. In: New England Journal of Medicine. Band 358, Nr. 2, 10 Jan 2008, S. 125–139; JCR: 51,3
- mit C. L. Sprung, D. Annane, D. Keh, R. Moreno, M. Singer, K. Freivogel, Y. G. Weiss, J. Benbe-nishty, A. Kalenka, H. Forst, P. Laterre, B. H. Cuthbertson, D. Payen und J. Briegel for the Corticus Study Group: The CORTICUS randomized, double-blind, placebo-controlled study of hydrocortisone therapy in patients with septic shock. In: New England Journal of Medicine. Band 358, Nr. 2, 10. Jan 2008, S. 111–124; JCR: 51,3

- mit F. Brunkhorst und H. Bone u. a.: Diagnosis and therapy of sepsis. Guidelines of the German Sepsis Society and the German Interdisciplinary Society for Intensive and Emergency Medicine. In: Internist. (Berl). Band 47, Nr. 4, Apr 2006, S. 356, 358–360, 362–368; JCR: 0,3

- mit T. Gluck, J. Ligtenberg, K. Tschaikowsky, A. Bruining, J. Bakker, S. Opal, L. L. Moldawer, T. Axtelle, T. Turner, S. Souza und J. Pribble: CD14 receptor occupancy in severe sepsis: Results of a phase I clinical trial with a recombinant chimeric CD14 monoclonal antibody (IC14). In: Crit Care Med. Band 32, Nr. 5, 2004, S. 1100–1108; JCR: 6,6

- mit J. C. Marshall, J. L. Vincent, M. P. Fink, D. J. Cook, G. Rubenfeld, D. Foster, C. J. Fisher Jr und E. Faist: Measures, markers, and mediators: toward a staging system for clinical sepsis. A report of the Fifth Toronto Sepsis Roundtable, Toronto, Ontario, Canada, October 25-26, 2000. In: Crit Care Med. Band 31, Nr. 5, Mai 2003, S. 1560–1567; JCR: 6,6

- mit E. Abraham, S. Opal, I. Demeyer, C. Doig, A. Lopezrodriguez, R. Beale, S. Svoboda, P. F. Laterre, S. Simon, B. Light, H. Spapen, J. Stone, A. Seibert, C. Peckelsen, C. De Deyne, R. Postier, V. Pettilä, C. Sprung, A. Artigas, S. A. Percell, V. Shu, C. Zwingelstein, J. Tobias, L. Poole, J. C. Stolzenbach und A. A. Creasey for Trial Study Group: Efficacy and Safety of Tifacogin (Recombinant Tissue Factor Pathway Inhibitor) in Severe Sepsis. In: JAMA. Band 290, Nr. 9, 2003, S. 238–255; JCR: 23,2

- mit Andreas Meier-Hellmann, R. Beale, H. Forst, D. Boehm, S. Willatts, K. F. Rothe, M. Adolph, J. E. Hoffmann, M. Boehme und D. L. Bredle: Open randomized phase II trial of an ex-tracorporeal endotoxin adsorber in suspected gramnegative sepsis. In: Crit Care Med. Band 32, Nr. 8, 2004, S. 1662–1668; JCR: 6,6
- als Hrsg. mit Hugo Van Aken und Michael Zimpfer: Intensivmedizin (= ains. Band 2). Thieme, Stuttgart 2001, ISBN 3-13-114871-3.
- mit T. Menges, B. Gardlund, J. H. Zwaveling, M. Smithes, J. L. Vincent, J. M. Tellado, A. Salgado-Remigio, R. Zimlichman, S. Withington, K. Tschaikowsky, R. Brase, P. Damas, H. Kupper, J. Kempeni, J. Eiselstein, M. Kaul und The AFELIMOMAB Sepsis Study Group: Randomized placebo-controlled trial of the anti-tumor necrosis factor antibody fragment afelimomab in hyperinflammatory response during severe sepsis: The RAMSES study. In: Crit Care Med. Band 29, 2001, S. 765–769; JCR: 6,6
- mit E. Abraham, P. Svoboda, A. Seibert, D. Olthoff, A. Dalnogare, R. Postier, G. Hempelmann, T. Butler, E. Martin, C. Zwingelstein, S. Percell, V. Shu, A. Leighton und A. A. Creasey: Assessment of the safety of recombinant tissue factor pathway inhibitor in patients with severe sepsis: a multicenter, randomized, placebo-controlled, single-blind, dose escalation study. In: Crit Care Med. Band 29, Nr. 11, 2001, S. 2081–2089; JCR: 6,6

- mit Waheedullah Karzai und Michael Meisner: Procalcitonin as a marker of the systemic inflamma-tory response to infection. In: Int Care Med. Band 26, Nr. 9, 2000, S. 1193–1200; JCR: 4,4

- mit Thomas Uhlig: Friedrich-Schiller-Universität Jena: Klinik für Anästhesiologie und Intensivmedizin. In: Jürgen Schüttler (Hrsg.): 50 Jahre Deutsche Gesellschaft für Anästhesiologie und Intensivmedizin: Tradition und Innovation. Springer, Berlin / Heidelberg / New York 2003, ISBN 3-540-00057-7, S. 453–458.